# 두위밍
두위밍(중국어: 杜聿明, 병음: Dù Yùmíng; 1904년 11월 28일 ~ 1981년 5월 7일)은 중화민국의 육군 군인, 정치인이다. 황푸 군관학교의 1기 생도로 장제스의 북벌에 참전하였고 중일 전쟁 당시 남중국과 버마 일대에서 활약했다. 제2차 국공 내전 기간인 1945년부터 1947년까지 공산당 장군 린뱌오에 맞서 화북 일대에서 승리를 거두었다. 이러한 그의 성공에도 불구하고 1947년 공산당이 화북 지역을 빠르게 점령하자 이를 책임지고 사령관직을 사임하였고, 이후 공산당의 포로로 수감되었다. 1959년 석방되어 중화인민공화국에서 정치생활을 하였다.

## 초기 경력
장제스의 지원 하에, 두위밍은 황푸 군관학교의 첫 졸업반 생도가 되었다. 그는 북벌에 참여하여 업적을 쌓았고, 중일 전쟁 기간 동안에는 창사 전투에서 제5군단을 이끌었고, 남부 광시 전투에서도 같은 군단을 이끌어 승리를 거두었다.
제2차 세계 대전 동안, 그는 5군단을 맡았는데, 이후 중국 해외원정군 소속 제5군이 되었다. 그는 1942년 3월부터 6월 초까지 윈난-버마 통로 전투에 참여했다. 그는 조지프 스틸웰 휘하의 군대에 편입되어 버마 전역에 참전했다. 영국군이 붕괴되어 버마를 포기하는 동안, 두위밍은 어쩔수 없이 중국군 병사 5만 명을 희생시키며 철수 계획을 지원했다. 순리젠이 중국으로의 철수가 위험하다고 충고했음에도 불구하고 두위밍은 중국으로 철수했다. 두위밍을 따른 대부분의 병사들은 풍토병 또는 기아로 사망했고, 추축군에 의해 공격받기도 했다.

## 국공 내전
전후 두위밍은 국민당 정부의 위치를 남서부 중국에서 강화시키는 것을 도왔다. 1945년 10월, 윈난 성의 군벌 룽윈을 제거한 이후 그는 화북으로 이동하여 국민당의 통치를 강화하라는 명령을 받았다. 1945년 국공 내전의 재개 당시 두위밍은 수많은 전투에서 승리를 거두었다. 1945년 11월, 그는 산하이관에서 전략적인 지점을 탈환했고, 11월 22일 그는 진저우를 점령해 공산당이 화북 일대를 재점령하는 것을 막고 휴전을 이루어내는데 성공했다.
1946년 4월, 국공 내전이 재개되었고 5월 시핑 전투에서 그는 린뱌오 장군을 격퇴시켰다. 그는 공주링을 5월 21일 점령하고 이틀 후 창춘시를 점령했다. 그의 공세는 쑹화강 남부에서 정지되었는데, 그의 병력이 지나치게 확대되는 것을 막기 위함이었다. 두위밍의 승리로 조지 마셜이 주도한 내전의 휴전이 성립되었고, 이 무렵 두위밍은 그의 보급선과 통신선을 복구했다.
1947년 1월까지 화북 지방에서 휴전이 성립되었다. 그러나 두위밍의 한만 국경 지대에 있는 중국 공산당을 공격하면서 전쟁은 재개되었다. 그러나 게릴라전, 매복전, 포위전이 발발하면서 린뱌오의 2만 병력은 공산당에 의해 궤멸되었다. 두위밍의 부대가 지나간 지점에서 공산군이 도로, 다리, 철도, 요새, 전선, 보트 등 산업 기반 시설들을 파괴함으로써 국민혁명군의 입지는 약해졌다. 결국 두위밍의 군대가 퉁화 시에서 고립되자 두위밍은 공산당 본부가 있는 린장 일대를 공격했으나 매복으로 패배했다. 이후 그는 장제스에게 원군을 요청했으나 거절당했다
1947년 여름에서의 패배로 그는 창춘, 지린, 시핑, 랴오닝의 방어를 강화했다. 이 지역은 베이징과 난징의 통신을 잇는 요충지였다. 그는 방어이 젭중하여 반격이 가능한 지역을 효율적으로 방어하고, 전역의 초기 계획을 포기했다.
6월 11일, 린뱌오의 병력은 시핑을 탈환하고 두위밍의 군대를 포위했다. 린뱌오의 군대가 도착하기 전 두위밍은 그의 부대를 방어에 유리한 지역으로 이동시켰다. 공산군의 첫 공격에서 공격 측의 사상자가 많이 발생했다. 시핑의 방어 측은 효율적인 공중 지원도 받을 수 있었다. 공산군은 2번이나 시핑을 탈환하기 위해 공격을 감행했으나 패배했다. 6월 중순부터 소모전으로 인해 공산군은 피로에 시달렸고, 허베이 지역에서 6월 24일부터 국민당 측의 지원군이 도착했다. 7월 1일 포위는 뚫렸고, 공산군은 쑹장 강 이북으로 철수했다.
시핑 전투에서 공산군은 13,000명에서 최대 40,000명의 사상자가 나왔지만 국민혁명군은 3,000명을 약간 넘는 병력으로 줄어들었다. 국민당 측의 기록에 따르면 그들이 94,000명을 포로로 잡고 143,000명이나 되는 린뱌오의 병력이 궤멸되었다고 보았다. 공산당은 그들 병력 중 20% 이상 정도가 사상자가 되었다고 보고했다. 장제스는 전투의 승리에 기뻐했으나, 두위밍을 북동부 중국에서 불러들이고 그를 천청으로 교체했다. 천청은 린뱌오에 의해 패배했고 1948년 만주는 공산당의 세력권에 들어갔다.

## 같이 보기
- 양전닝

### 참고 문헌
- Lew, Christopher R. (2009). 《The Third Chinese Revolutionary War, 1945-1949: An Analysis of Communist Strategy and Leadership》. USA and Canada: Routelage. ISBN 0415777305.